# Тремоли (Козенца)
Тремоли је насеље у Италији у округу Козенца, региону Калабрија.
Према процени из 2011. у насељу је живело 90 становника. Насеље се налази на надморској висини од 341 м.